# Angevin
Angevin gehört zu den Langues d’oïl. Diese Sprachen gehören zu den galloromanischen Sprachen, einer Unterfamilie der romanischen Sprachen. Es wird hauptsächlich im Département Maine-et-Loire, im Raum Nantes und in der Bretagne gesprochen. In der Bretagne heißt es Gallo, was verschiedene Varianten hat. Die Québecer verwenden Ausdrücke aus dem Angevin. Viele von ihnen haben Vorfahren aus der Gegend. 

## Beispiele
- an’hui – heute (franz. aujourd'hui)
- à c't'heure – jetzt (franz. maintenant, à cette heure)
- nau – Weihnachten (franz. noël)

## Schriftsteller auf Angevin
- Emile Joulain
- Marc Leclerc
- Yvon Péan
- Philippe Pistel

## Bibliographie
- Mots et expressions des Patois d'Anjou - Petit dictionnaire - Editions du Petit Pavé - Wörterbuch mit 116 Seiten ISBN 2-911587-88-X